# Народная музыка индейцев

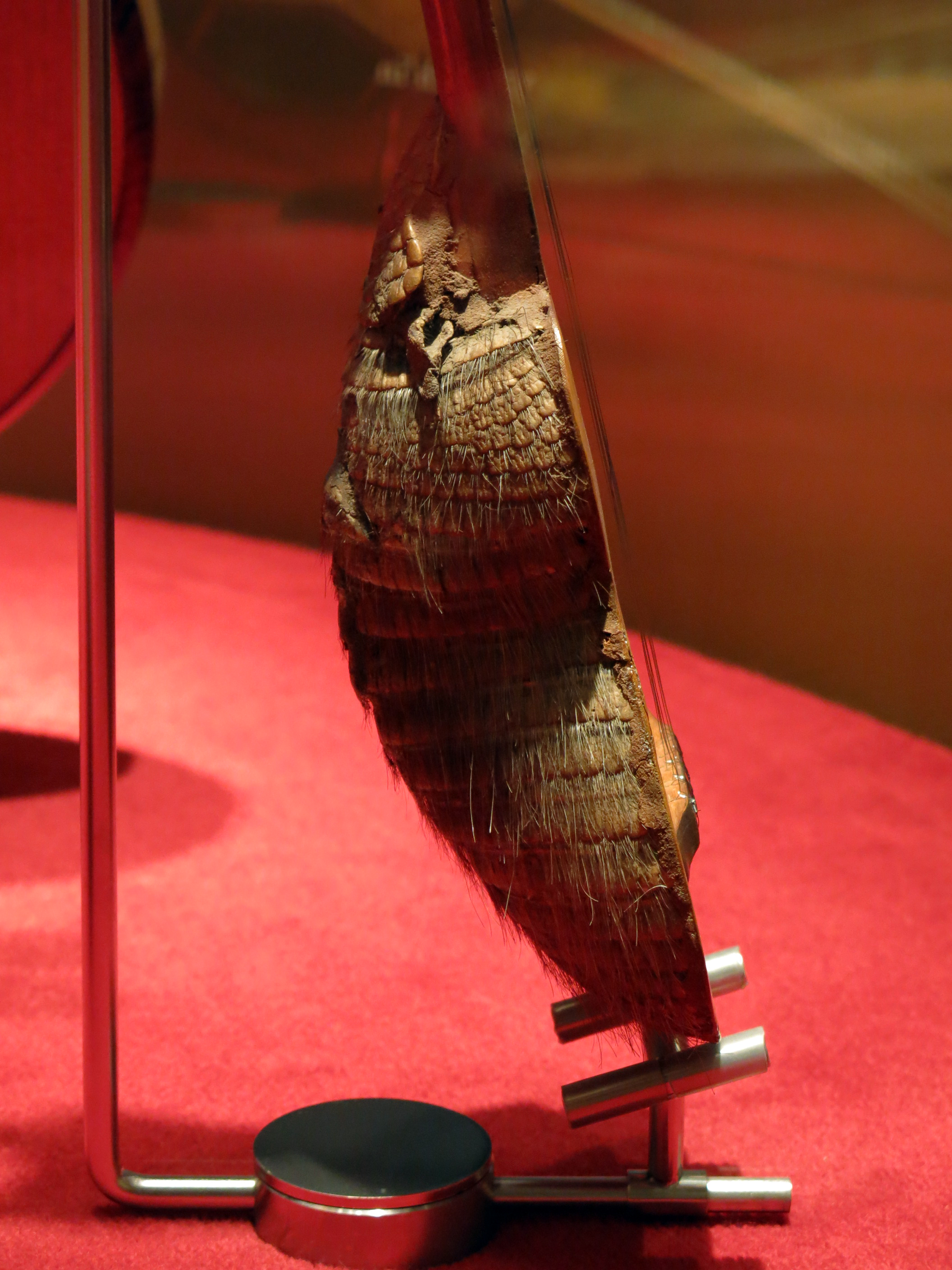
Чаранго. Задняя дека традиционно изготавливается из панциря броненосца

Народная музыка индейцев (Традиционная музыка индейцев, Музыкальный фольклор индейцев) — музыкально-поэтическое творчество коренных народов Северной и Южной Америки, неотъемлемая часть народного творчества, передаваемого из поколения в поколение, одна из важнейших составляющих народной духовной культуры индейских народов.

## Описание
Музыкальная культура стран американского континента сложилась в основном на базе трёх музыкальных традиций: коренной американской (индейской), европейской и африканской. Из них только индейская музыка сохраняет фольклорные музыкальные традиции. Креольская латиноамериканская и афроамериканская музыка — сравнительно молодые новообразования, современный облик которых сложился лишь к концу XX века.
Индейская музыка — наследие коренных народов Северной и Южной Америки. Она играет жизненно важную роль в жизни коренного населения, часто исполняется в церемониальных целях. Индейская церемониальная музыка происходит от божеств и духов, или от особенно уважаемых людей. Существует вера в то, что люди, имеющие музыкальные таланты, обладают особой силой. Все ритуалы формировались под её влиянием. 
Каждая песня и танец сообщает о божествах, символах, которые очень важны для племени, деревни, клана, семьи или человека. Причём мужчины и женщины играют определенные для пола роли во многих музыкальных действиях. Например, в некоторых обществах даже есть своеобразная таможня, где определённые церемониальные барабаны доверяются только мужчинам. У многих племенных музыкальных культур есть относительный недостаток традиционных женских песен и танцев, особенно в Северо-восточных и Юго-восточных регионах. А племена Западного побережья Северной Америки, наоборот, склоняются к большему выдающемуся положению в женской музыке, со специальными женскими песнями о любви. Женщины также играют жизненную церемониальную роль в Танце солнца и поют во время социальных танцев.
Стили и цели музыки варьируются в каждом индейском племени, но общей для всех остаётся связь музыки с духовным началом. Каждый регион Америки имеет свои особенности, но некоторые общие черты являются наиболее универсальными для индейской традиционной музыки. Особенно это касается отсутствия гармонии и полифонии, хотя много людей поют одновременно.
Пение и удар — самые важные аспекты традиционной индейской музыки. Вокализация принимает много форм, в пределах от соло и хоровой песни к responsorial, унисону и многослойному пению. Но чаще всего американские народные песни исполнялись в унисон, при этом число поющих доходило до 100. Сильная экзальтация при пении приводит к характерному вибрато, к несколько «фальшивому» стилю пения. Подобные звуки у аборигенов выполняли сигнальную, коммуникативную роль, помогали в общении с животными. Вокабулы (или лексически бессмысленные слоги) часто отмечают начало и конец фраз, секций или самих песен.
Удар, особенно барабаны и скрежеты, является общим сопровождением, чтобы сохранять устойчивый ритм для певцов. Традиционная музыка обычно начинается с медленных и устойчивых ударов, которые становятся постепенно быстрее и более решительными, в то время как различные расцветы как барабан и тремоло скрежета, крики и акцентированные образцы добавляют разнообразие и изменения сигнала в работе для певцов и танцоров.
В музыке индейских народов используются 2 пентатонных лада с интервалами (в тонах): 
1—1—1-2—1 и 1—1-1-2—1—1 У некоторых народностей встречается также 7-ступенная диатоника, часто с нисходящими мелодическими фигурами.
Очень разнообразен ритм с синкопированными ударами и меняющимися акцентами. Порой он даже не поддается тактированию и нотной записи.

## Жанры
Обращение к силам природы
Общим для всех племен Америки, были обряды во имя сил природы. Чаще всего это были обращения к солнцу, луне, обряды вызывания дождя. Почти повсеместно они сопровождаются песнями, танцами, общественными молениями, обращенными к силам природы.
Охота
Множество песен связано с охотой. Считалось, что охота — это сакральное мужское действо, которое может обеспечить будущему ребенку возможность обрести вечное существование.
Плач
Плачи — женские песни, называемые xenga, в отличие от чисто мужских охотничьих — pre.
Клич
Мелодии-кличи не имеют словесного текста, а распеваются на слоги. Эти традиции сложились в первую очередь в тех племенах, где население занималось скотоводством. Цели мелодий-кличей — коммуникативные (в случае пребывания в лесу, в горах), пастушеские (при выгоне стада и при его возвращении), охранные (для отпугивания диких зверей) и другие.
Песня-разговор
Коренной жители Америки «разговаривали» с деревьями, животными. В таких песнях-разговорах проводятся параллели между чертами любимых и красотами окружающего мира. Часто возлюбленные или просто просто молодые люди сравнивались в песнях с животными, например девушки с тапирами, а мужчины — с дикими кабанами. Белых же пришельцев всегда сравнивали с хищными животными.
Песня шамана
Священная музыка индейцев связана с мировоззренческими понятиями, такими как жизнь духа, происхождение элементов на Земле. В культовой практике господствовал шаманизм.
Колыбельная песня
В народной музыке индейцев был распространён жанр колыбельной песни. Эти песни обладали мелодиями узкого диапазона, сравнительно простой ритмикой, и включали в себя излюбленные индейцами образы животных и птиц.

## Инструменты
Для изготовления музыкальных инструментов часто использовались природные минералы: камень, глина.
Более распространенными материалами для изготовления музыкальных инструментов являлись органические материалы: крупные раковины морских моллюсков с несколькими игровыми отверстиями.
Инструментарий растительного происхождения: «поющий» тростник, звучащий бамбук, свистульки, сделанные из орехового плода. Высушенные тыквы, наполненные семечками, стручки гигантских акаций, тростниковая трубка с поперечными насечками (гуачаррака) и многие другие используются как идиофоны. Арауканский инструмент трутрука изготавливается из разновидностей бамбука. Вероятно предком трутруки является лолкинь, который имеет меньший размер.
Ударные инструменты
К ударным инструментам индейцев относятся погремушки и бубенчики из высушенных плодов, ракушек, глины, бронзы, серебра, золота. Полый ствол растения с отверстиями разной величины позволяет извлекать при помощи палок звуки разной высоты, напоминающие звуки при игре на ксилофоне. Особенно распространён тепонацтли — полый ствол с надрезом в виде буквы Н.
К примитивным барабанам, звуки из которых извлекаются путем удара по цельнодеревянному цилиндру деревянной колотушкой с каучуковым наконечником, относятся, например, тундули индейцев хибаро, майоакан кубинских таино, магуаре колумбийских и бразильских уитото, трокано парагвайских гуарани.
Традиционно индейские барабаны большие: от полуметра до метра в диаметре. Ирокезский водный барабан делается из кожи, натянутой на глиняный горшок, наполовину заполненный водой.
Духовые инструменты
Антара — традиционный инструмент индейцев Боливия, Перу, являющийся аналогом широкоизвестной флейты Пана. Для антары в Кауачи изготавливали 10—15 глиняных трубок длиной до 90 сантиметров при толщине в 1 миллиметр.
Сампоньо — многоствольная тростниковая флейта Пана, распространённая в Перу, Эквадоре, Боливии, изготавливается из тростника. Трубки у сампоньо располагаются в один или в два ряда.
Кена — продольная флейта без свисткового устройства, открытая с двух сторон и имеющая семь игровых отверстий, одно из которых расположено на противоположенной стороне. Распространен в основном в Перу, где она и была изобретена. Лучший материал для изготовления — тростник. Но встречаются кены, изготовленные из тыквы, из кости ламы или пеликана, из металла, из дерева, из глины, из камня. Большая басовая кена называется кеначо.
Пимак — продольная флейта. Изготавливается из двух половинок кедра, ели, которые после выдалбливания склеиваются. Реже имеет цельный корпус из тростника.
Тарка — флейта с прямоугольным сечением, встречающаяся в Перу и Боливии. Изготавливается из древесины и имеет мундштук вистловского типа с маленьким воздушным отверстием. Флейта призвана передавать шум ветра высокогорных плато Анд.
Струнные инструменты
Чаранго — инструмент, похожий на гитару. Как правило струн десять и расположены они попарно. Первоначально в качестве корпуса инструмента использовался панцирь броненосца, что и определило впоследствии его форму. Чаранго — преимущественно мужской инструмент, с помощью которого мужчины стараются приворожить понравившуюся им девушку. Инструмент часто используется и во время праздничных танцев.